# الأجسام المضادة الأولية والثانوية
الأجسام المضادة الأولية والثانوية هما مجموعتان من الأجسام المضادة التي يتم تصنيفها على أساس ما إذا كانت ترتبط بالمستضدات أو البروتينات بشكل مباشر أو تستهدف جسمًا مضادًا آخر (أوليًا) والذي بدوره يرتبط بمستضد أو بروتين.

## الأولية

يرتبط الجسم المضاد الأولي بمستضد (باللون الأحمر). ثم يرتبط الجسم المضاد الثانوي الموسوم (باللون الأخضر) بالجسم المضاد الأولي. ثم يُستخدم الوسم للكشف غير المباشر عن المستضد.

يمكن أن تكون الأجسام المضادة الأولية مفيدة للغاية في الكشف عن الواسمات الحيوية لأمراض مثل السرطان والسكري ومرض باركنسون ومرض الزهايمر، كما تُستخدم لدراسة الامتصاص والتوزيع والاستقلاب والإفراز (ADME) ومقاومة الأدوية المتعددة (MDR) للعوامل العلاجية.

## الثانوية
توفر الأجسام المضادة الثانوية الكشف عن الإشارة وتضخيمها بالإضافة إلى توسيع نطاق فائدة الجسم المضاد من خلال الاقتران بالبروتينات.تعتبر الأجسام المضادة الثانوية فعالة بشكل خاص في التوسيم المناعي. ترتبط الأجسام المضادة الثانوية بالأجسام المضادة الأولية، والتي ترتبط مباشرة بمستضد (مستضدات) الهدف. في التوسيم المناعي، يرتبط مجال Fab للجسم المضاد الأولي بمستضد ويعرض مجال Fc الخاص به للجسم المضاد الثانوي. بعد ذلك، يرتبط مجال Fab للجسم المضاد الثانوي بمجال Fc للجسم المضاد الأولي. نظرًا لأن مجال Fc ثابت داخل نفس فئة الحيوانات، فإن نوعًا واحدًا فقط من الأجسام المضادة الثانوية مطلوب للارتباط بالعديد من أنواع الأجسام المضادة الأولية. يقلل هذا من التكلفة عن طريق توسيم نوع واحد فقط من الأجسام المضادة الثانوية، بدلاً من توسيم أنواع مختلفة من الأجسام المضادة الأولية. تساعد الأجسام المضادة الثانوية في زيادة الحساسية وتضخيم الإشارة بسبب ارتباط الأجسام المضادة الثانوية المتعددة بجسم مضاد أولي.

### التطبيقات
يمكن ربط الأجسام المضادة الثانوية بإنزيمات مثل بيروكسيداز الفجل (HRP) أو الفوسفاتاز القلوي (AP)؛ أو الأصباغ الفلورية مثل إيزوثيوسيانات الفلوريسين (FITC)، أو مشتقات رودامين، أو أصباغ أليكسا فلور؛ أو جزيئات أخرى لاستخدامها في تطبيقات مختلفة. تُستخدم الأجسام المضادة الثانوية في العديد من الاختبارات الكيميائية الحيوية بما في ذلك:
- ELISA، بما في ذلك العديد من اختبارات فيروس نقص المناعة البشرية
- لطخة ويستورن
- التلوين المناعي
- الكيمياء النسيجية المناعية
- الكيمياء الخلوية المناعية